# Pierre Hérisson
Pour les articles homonymes, voir Hérisson (homonymie).
Pierre Hérisson est un homme politique français, membre du groupe UMP, né le 12 juin 1945 à Annecy (Haute-Savoie). 
Il est élu sénateur de Haute-Savoie le 24 septembre 1995 et réélu le 26 septembre 2004. Il est vice-président de la Commission des affaires économiques.
Candidat aux élections municipales de mars 2008 à Annecy contre le maire sortant, Jean-Luc Rigaut, il est battu au premier tour.

## Anciens mandats
- Député de la deuxième circonscription de la Haute-Savoie de 1993 à 1995, en remplacement de Bernard Bosson, nommé au gouvernement.
- Vice-président du Conseil régional de Rhône-Alpes
- Maire de Sevrier jusqu'en mars 2008
- Vice-président de l'Association des maires de France
- Délégué au Syndicat intercommunal du lac d'Annecy de 1997 à 2008. Vice-président entre 1983 et 1989. Président de 1989 à 2008.
- Sénateur de Haute-Savoie de 1995 à 2014

## Décoration
- Ordre du Soleil Levant, Rayons d’Or en Sautoir[1]